# معركة الرميلة

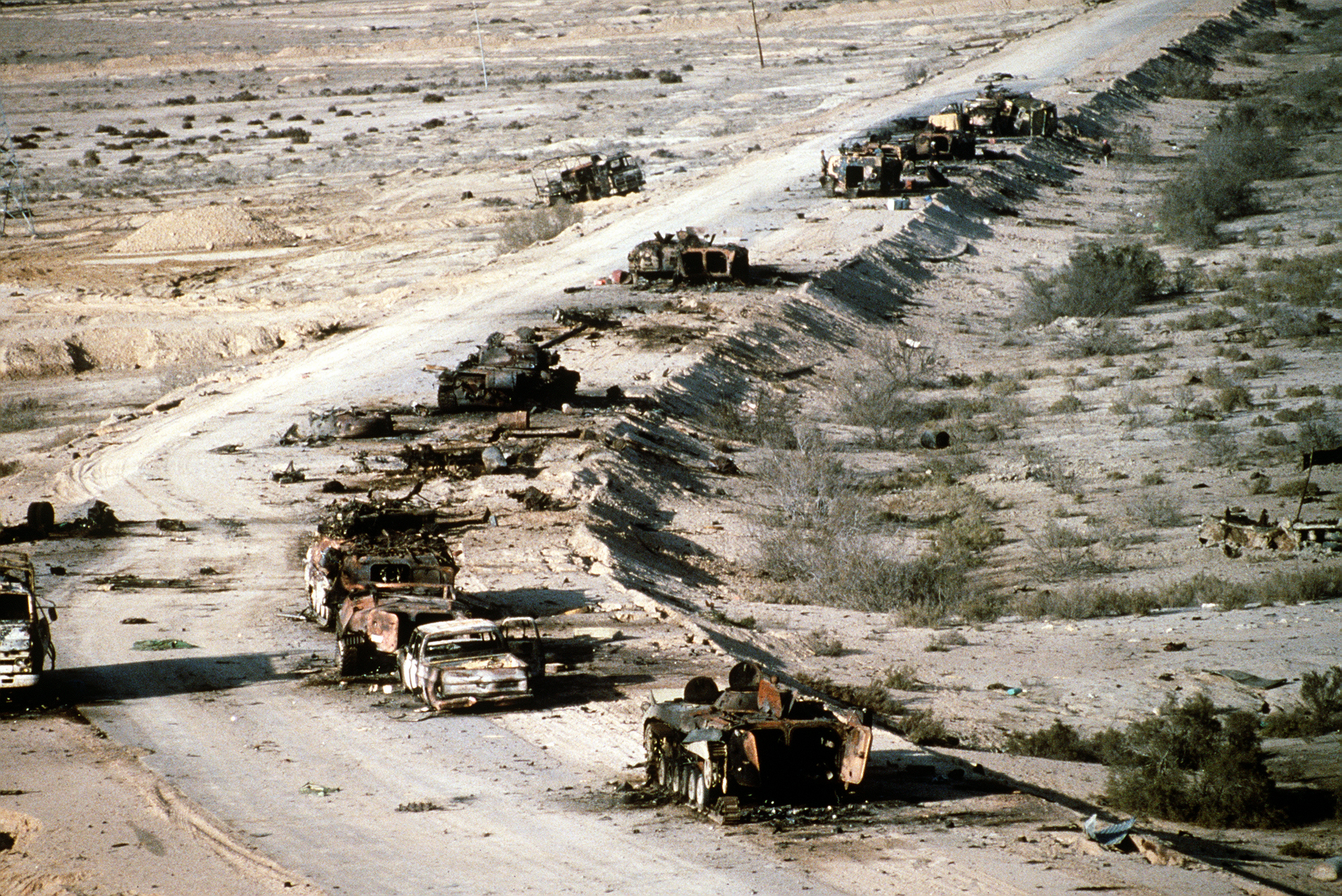
منظر جوي لعمود عراقي دمر يتكون من دبابة تي-72 وعدة مدرعات بي إم بي-1 وتايب 63 وشاحنات على الطريق السريع 8 دمرت في معركة الرميلة، آذار 1991.

معركة الرميلة المعروفة أيضا باسم معركة الجسر أو معركة المخروط كانت مشاركة مثيرة للجدل وقعت في 2 آذار 1991 بالقرب من حقل الرميلة النفطي في وادي الفرات في جنوب العراق عندما فككت قوات الجيش الأمريكي ومعظمها من فرقة المشاة الرابعة والعشرين تحت قيادة الفريق باري مكافري عمود كبير من القوات المدرعة من الحرس الجمهوري العراقي المنسحبة في أعقاب حرب الخليج الثانية مباشرة.

## إجراءات سابقة إلى الرميلة
في 26 شباط تقدمت فرقة المشاة الرابعة والعشرين عبر الوادي واستولت على مطارات عراقية في الجبة وطليل. في المطارات واجهت مقاومة راسخة من شعب المشاة العراقية 37 و49 فضلا عن 6 فرقة نبوخذنزار الآلية من الحرس الجمهوري العراقي. على الرغم من المقاومة الشديدة فقد دمرت فرقة المشاة الرابعة والعشرين التشكيلات العراقية واستولت على المطارين في اليوم التالي. ثم انتقلت فرقة المشاة الرابعة والعشرين إلى الشرق مع الفيلق السابع واشتبكت مع العديد من فرق الحرس الجمهوري العراقي. هاجمت فرقة العمل التابعة لفرقة المشاة الرابعة والعشرين القوات المسلحة العراقية المتشددة في 26 شباط 1991 للاستيلاء على موقع المعركة رقم 143 مما أدى فعلا إلى قطع خط الاتصال في وادي نهر الفرات العراقي إلى مسرح الكويت وتدمير العناصر القتالية الرئيسية لقيادة لواء المغاوير النخبة 26 التابع للحرس الجمهوري.

## معركة الرميلة
كانت قوات الحرس الجمهوري العراقي تعمل داخل هور الحمار لنهر دجلة والفرات في العراق أثناء محاولتهم الوصول إلى جسر بحيرة الحمر وعبوره والهروب شمالا باتجاه بغداد. كانت معظم القافلة العراقية التي يبلغ طولها خمسة أميال من عدة مئات من السيارات المحاصرة أولا في منطقة قتل ثم في غضون الساعات الخمس التالية تم تدميرها بشكل منهجي من قبل فرقة المشاة الرابعة والعشرين بما في ذلك قواتها المدرعة من قبل المروحيات الهجومية إيه إتش-64 أباتشي وخمس كتائب مدفعية.
الكتيبة الأولى من لواء الطيران 24 دمر 32 دبابات عراقية و49 بي إم بي-1 و37 شاحنة و8 قاذفات صواريخ والعديد من القطع المدفعية المتنوعة الأخرى والمدافع المضادة للطائرات ومركبات الدعم. أكد هذا الهجوم الجوي المدمر لتدمير فرقة حمورابي التابعة لقوات الحرس الجمهوري وبقايا عدة فرق مشاة أخرى. منحت أربع مجموعات من ضمنها الكتيبة الأولى وفوج الطيران الرابع والعشرين جوائز عسكرية.
ذكر ماكافري القضاء على 187 مركبة مصفحة و43 قطعة مدفعية وأكثر من 400 شاحنة. كانت المعركة من جانب واحد وكانت هناك محاولات عراقية لإطلاق النار أثبتت أنها غير فعالة تماما تقريبا كما حدث خلال الاشتباك أن جرح جندي أمريكي واحد فقط وخسارة مركبتي مدرعات (مركبة المشاة القتالية أم2 برادلي التي تضررت من نيران العدو والدبابة القتالية إم1 أبرامز التي اشتعلت فيه النيران في انفجار قريب من شاحنة عراقية). كما دمرت نيران المدفعية حافلة مستشفى بها أطباء وجنود عراقيين مصابين كانوا قد استسلموا بالفعل إلى فصيلة أمريكية أخرى مما أدى إلى انزعاج العديد من الجنود الأمريكيين في وقت لاحق. أما الجنود العراقيون الباقين على قيد الحياة فقد تم أسرهم أو هربوا سيرا على الأقدام أو سبحوا إلى مكان آمن.

## الجدل
وقع الهجوم الشامل على العمود العراقي الذي أثاره العراقيون بإطلاق النار على دورية أمريكية تجولت في طريق التراجع بعد يومين من توقف الحرب رسميا بوقف إطلاق النار من الجانب الأمريكي فقط حيث قررت الحكومة العراقية قوات التحالف البدء في محادثات سلام رسمية في صباح اليوم التالي. أثارت هذه الظروف نقاشا حادا حول ما إذا كان مكافري له ما يبرره في قراره بتدمير العمود وعلى سبب تغيير الفرقة الرابعة والعشرين مسارها خلال وقف إطلاق النار إلى مسار انسحاب العراقيين في المقام الأول. قال الفريق رونالد جريفيث للصحفي المحقق سيمور هيرش: «كانت مجرد مجموعة من الدبابات في عمود ونقلت بواسطة شاحنة مقطورة وجعلها باري مكافري معركة لا وجود لها من الأساس». ومع ذلك برأ مكافري من قبل تحقيق الجيش وتحقيق الكونغرس الأمريكي الذين لم يجدوا أي خطأ في ما حدث.

## ملخص
بحلول نهاية العمليات القتالية تقدمت فرقة المشاة الرابعة والعشرين 260 ميلا ودمرت 360 دبابة وناقلة جنود مدرعة و300 قطعة مدفعية و1200 شاحنة و25 طائرة و19 صاروخا وأكثر من 500 قطعة من المعدات الهندسية. استولت الشعبة على أكثر من 5000 أسير حرب عراقي في حين تعرض ثمانية فقط للقتل وجرح 36 وخمسة من غير العسكريين للقتل. ستحصل فرقة توسكر التابعة لفرقة المشاة الرابعة والعشرين على جائزة وحدة فالور لجهودها.

## فرقة العمل توسكر
بالنسبة للبطولة غير العادية أثناء قيامها بعمل عسكري ضد القوات البرية العراقية في 26 شباط 1991 ومرة أخرى في 2 آذار 1991. تتألف من المجموعة أ والمجموعة ج من الكتيبة الرابعة وفوج درع 64 والمجموعة أ من الكتيبة الثانية وفوج المشاة السابع والفصيلة 3د من البطارية أ من الكتيبة الأولى وفوج المدفعية الجوية الخامس والمجموعة أ من كتيبة المهندسين الخامسة حيث هاجمت فرقة العمل توسكر القوات العراقية الراسخة في 26 شباط 1991 للاستيلاء على موقف المعركة 143 وهو خط نهر وادي الفرات العراقي المتصل بساحة عمليات الكويت وتدمير العناصر القتالية الرئيسية للواء نخبة المغاوير 26 من قوات الحرس الجمهوري. في وقت لاحق في 2 آذار 1991 قامت فرقة العمل توسكر في أثناء عملها كقوة احتياطية للواء الأول في مواقع دفاعية على الطريق السريع 8 شرق البصرة بالهجوم على تشكيلات العدو وبذلك أكملت تدمير فرقة حمورابي وبقاياها من عدة أقسام أخرى لقوات الحرس الجمهوري. ساهمت فرقة العمل توسكر بشكل غير عادي في الشجاعة والسخرية في عمليتين قتاليتين رئيسيتين بشكل كبير في نجاح العمليات الهجومية لشعبة المشاة الرابعة والعشرين في العراق.

## وحدات فرقة العمل توسكر
- الرئيسي: الكتيبة 4، فوج الدرع 64
- الفصيلة 3د، البطارية أ، كتيبة 2، فوج المدفعية 5
- المجموعة أ، الكتيبة 2د، فوج المشاة السابعة (فريق ب)
- المجموعة أ، الكتيبة 4، فوج درع 64 (فريق أ)
- المجموعة أ، الكتيبة الآلية 5
- المجموعة ج، الكتيبة 3د، فوج المشاة السابعة (فريق د)
- المجموعة ج، الكتيبة الرابعة، فوج الدروع 64 (فريق ج)
- فرق دعم الحرائق، الكتيبة الأولى، فوج المدفعية الميدانية 41
- فريق التحكم الجوي التكتيكي، المفرزة 3، جناح التحكم الجوي التكتيكي 507، القوات الجوية الأمريكية[11]

## كتيبة 1، فوج الطيران 24
للبطولة غير العادية أثناء قيامها بعمل عسكري ضد القوات البرية العراقية في حقول النفط في الرميعة في 2 آذار 1991. استجابت الكتيبة التي تتكون من المجموعات أ وب وج ود بسرعة وبتصميم لتقارير اقتراب قوة مدرعة كبيرة للعدو من المنطقة الأمنية التابعة لفرقة المشاة الرابعة والعشرين من الشرق. سرعان ما نسقت كتيبة الهجوم تنسيقا سريعا لمنطقة الاشتباك مع قائد الأرض المسؤول في موقع المعركة إلى الشمال الغربي من حقول النفط مما أدى إلى قطع مسار هروب العدو عبر هور الحمار. مع مشاركة المروحيات الهجومية في المعركة فقد اشتبكت قوات العدو بإطلاق النيران من مدفع 30 مم والصواريخ 2.75 بوصة وصواريخ هيلفاير. هذا التطبيق المدمر للنيران يحدد الظروف لمهاجمة سريعة وحاسمة من قبل القوات البرية المدرعة. خلال الهجوم المضاد الأرضي قامت المروحيات الهجومية بالاشتباك مع عنصر أرضي صغير بحماية الجناح الجنوبي الشرقي لقوة الهجوم المضاد من خلال إغلاق ساحة المعركة من القوات العراقية الأخرى في المنطقة. في غضون ساعات دمرت الكتيبة الهجومية 32 دبابة عراقية و49 مركبات مشاة قتالية و37 شاحنة و8 قاذفات صواريخ الضفدع والعديد من قطع المدفعية المتنوعة الأخرى والمدافع المضادة للطائرات ومركبات الدعم. أكد هذا الهجوم الجوي المدمر تدمير فرقة الحمورابي التابعة لقوات الحرس الجمهوري وبقايا عدة فرق مشاة أخرى.

## وحدات كتيبة 1، فوج الطيران 24
- الرئيسي: الكتيبة الأولى، فوج الطيران 24
- المجموعة أ، الكتيبة الأولى، فوج الطيران 24
- المجموعة ب، الكتيبة الأولى، فوج الطيران 24
- المجموعة ج، الكتيبة الأولى، فوج الطيران 24
- المجموعة د، الكتيبة الأولى، فوج الطيران 24[11]

## وصلات خارجية
- David S. Pierson, [https://web.archive.org/web/20200807020123/http://milmag.com/2011/02/battle-at-rumaila/ معركة في الرميلة، مجلة عسكرية، 2011.
- "Desert Storm/Shield Valorous Unit Award Citations". US Army Center of Military History. مؤرشف من الأصل في 2018-06-29. اطلع عليه بتاريخ 2014-12-26.